# アズベリー大学
アズベリー大学（英語: Asbury University）は、アメリカ合衆国ケンタッキー州ウィルモアにあるキリスト教主義のリベラルアーツ大学である。大学の創立理念はウェスレアン・ホーリネスの伝統であるが、超教派の学校である。大学では、17学部で50学科を提供する。アズベリーは2008年にUSニューズ&ワールド・レポートでリベラル・アーツの大学のうちの3段階にランクインしている。アズベリー大学の新入生の保持の割合は85パーセントである。およそ34パーセントの新入生が高校でトップの10にいた学生である。80パーセントの教員が常勤である。
アズベリー大学の向かいの通りにはアズベリー神学校があり、1940年に分離移転した。
アズベリー大学はクリスチャン・カレッジ・コンソーシアムとキリスト教大学会議に属している。

## 著名な出身者
- スタンレー・ジョーンズ：宣教師
- ディーン・ジョーンズ（中退）：俳優
- テッド・ストリックランド：政治家、第68代オハイオ州知事
- ジョン・イング
- 相田喜助
- 田中信生
- 河村従彦